# 滙豐銀行大樓 (天津)
天津汇丰银行大楼是香港上海汇丰银行在中国天津建造的一幢分行大楼，由同和工程司爱迪克和达拉斯设计，为欧洲新古典主义风格，始建于1925年，坐落于天津英租界的主要街道维多利亚道（Victoria Road）领事道（Consular Road）交口处（今和平区解放北路和大同道交口的解放北路82号至86号）。作为天津租界时代留存下来的重要建筑之一，该建筑目前是天津市文物保护单位和特殊保护等级历史风貌建筑。1958年5月至1966年4月，河北省省会驻天津期间，天津汇丰银行大楼是河北省人民委员会驻地。该楼現為中国银行天津市分行入驻。

## 建筑
天津汇丰银行大楼于1925年天津英租界的主要街道维多利亚道建成，总建筑面积为5539平方米，分为主楼和后楼。其中，主楼的基座用两线脚石砌成并设有高台阶，主楼东入口两侧，设有四根对称布置的爱奥尼克柱，东面两个旁门则设有两根塔司干式圆柱支撑着冰盘式样的檐形门罩，建筑南面设有由八根爱奥尼克柱组成的廊柱，入口处为花饰铜大门。天津滙豐银行大楼主楼外立面为花岗石，檐口为重檐形。主楼首层中央为营业厅，建筑面积为670平方米，厅内对设有四根对称布置的爱奥尼克柱，柜台外地面铺有大理石，柜台内地面铺有软木地板，营业厅屋顶中央设有上铺钢丝网玻璃的井字梁屋盖，大厅四周为券柱式构造。是一座希腊古典复兴样式风格的建筑。